# توم تيت (سياسي)
توم تيت هو محامي وسياسي أمريكي، ولد في 18 أكتوبر 1958. نشط حزبياً في الحزب الجمهوري.